# Gahnia setifolia
Gahnia setifolia är en halvgräsart som beskrevs av Joseph Dalton Hooker. Gahnia setifolia ingår i släktet Gahnia och familjen halvgräs. Inga underarter finns listade i Catalogue of Life.